# Dois Irmãos do Buriti
Dois Irmãos do Buriti é um município brasileiro da região Centro-Oeste, situado no estado de Mato Grosso do Sul. Dois Irmãos do Buriti é uma cidade de vida bucólica situada a menos de 150 km de Campo Grande, a capital do estado. Situa-se também à 75 km de Aquidauana, importante porta de entrada do Pantanal.
A População Total do Município era de 10.362 habitantes, de acordo com o Censo Demográfico do IBGE (2010).

## Geografia

### Localização
O município de  está situado no sul da região Centro-Oeste do Brasil, no Pantanal Sul-Mato-Grossense (Microrregião de Aquidauana). Localiza-se na latitude de 20º41’23” Sul e longitude de 55°16’43” Oeste. Distâncias:
- 120 km da capital estadual (Campo Grande)
- 75 km de Aquidauana, no Pantanal
- 1 254 km da capital federal (Brasília).

### Geografia física
Solo
Terra roxa.
Relevo e altitude
Está a uma altitude de 320 m. Constitui-se de modelados de dissecação colinosos e tabulares entremeados de áreas planas. Apresentam-se no extremo sul e centro, tornando assim o modelado mais movimentado. Uma pequena região de acumulação fluvial encontra-se na área central do município.
Clima, temperatura e pluviosidade
Está sob influência do clima tropical (AW). Na porção norte a duração do período seco é de 3 a 4 meses com precipitação anual variando de 1000 a 1500 mm, já na porção sul o período seco estende-se por 2 meses e a precipitação anual varia de 1200 a 1500 mm.
Hidrografia
Está sob influência da Bacia do Rio da Prata.
Vegetação
Se localiza na região de influência do Cerrado. Predomina a pastagem árida, ocorrendo em proporção expressiva a savana, nas fisionomias Arbórea Densa (cerradão) e Arbórea Aberta (campo cerrado) e em encraves com a Floresta Estacional. Em menor quantidade encontra-se a lavoura.

### Geografia política
Fuso horário
Está a -1 hora com relação a Brasília e -4 com relação a Greenwich.
Área
Ocupa uma superfície de 2 344,611 km² (Representa 0,66% do Estado).
Subdivisões
Possui um distrito chamado Palmeiras.
Arredores
Dois Irmãos do Buriti tem como limite os municípios de Sidrolândia e Terenos ao leste, Aquidauana ao norte, Anastácio ao oeste e uma pequena divisa com o município de Maracaju ao sul.

## História
Em 1977 a região passa a fazer parte do atual estado de Mato Grosso do Sul. A região teve grande aumento populacional durante o governo de Marcelo Miranda Soares, quando efetuado um projeto de Reforma Agrária desenvolvido pelo INCRA (Instituto Nacional de colonização e reforma agrária) juntou acampados de vários municípios na então Fazenda Santo Inácio, Hoje Assentamento Marcos Freire.
10 anos depois da criação de Mato Grosso do Sul, em 13 de novembro de 1987 (Lei N.° 775), foi criado o município de Dois Irmãos do Buriti, pelo então governador Marcelo Miranda Soares, ficando o mesmo, pertencendo à comarca de Anastácio.

## Sócio-econômico
A cidade é a sexta produtora de café no estado, primeira produtora de laranja e segunda de tomate. As principais atividades econômicas são pecuária e comércio. Com uma forte bacia leiteira, tem uma cooperativa forte, tendo destaque a nível estadual, com participação forte de pequenos e médios produtores principalmente dos assentamentos implantados pelo INCRA.
Ocorrências Minerais: areia e basalto para brita